# José Manuel Ríos Arias
José Manuel Ríos Arias (Valparaíso, 1 de septiembre de 1889-Santiago, 3 de abril de 1953) fue un abogado y político chileno de origen judío. Se desempeñó diputado y senador en las décadas de 1920 y 1930; y como biministro de Estado durante el primer gobierno del presidente Carlos Ibáñez del Campo.

## Familia y estudios
Nació en Valparaíso, el 1 de septiembre de 1889; hijo de Mariano Ríos González y Carmela Arias Nebel, de ascendencia judía. Realizó sus estudios primarios en el Seminario San Rafael de Valparaíso y los secundarios el Internado Nacional Barros Arana (INBA), de Santiago. Continuó los superiores en la Escuela de Derecho de la Universidad de Chile; jurando como abogado el 21 de abril de 1913, con la tesis titilada El Fisco litigante.
Se casó con Emma Igualt Urenda el 4 de abril de 1917 en Copiapó, Atacama, Chile. Tuvieron cuatro hijos durante su matrimonio.; Jorge, Héctor, María e Inés.

## Carrera profesional
Abogado, agricultor y parlamentario.
Realizó sus estudios escolares en el Seminario San Rafael de Valparaíso e Internado Nacional Barros Arana (INBA) de Santiago. Los universitarios, en la Facultad de Ciencias Jurídicas y Sociales de la Universidad de Chile, Santiago. Tesis: " El Fisco Litigante". Juró como abogado el 21 de abril de 1913.
Ejerció su profesión en su estudio jurídico de Valparaíso y Santiago, siendo experto en materias civiles, comerciales y mineras. También, se desempeñó como director de diversas compañías mineras nacionales y extranjeras, y como director de compañías comerciales, industriales, de seguros y de navegación.
Por ejemplo, fue director de la compañía de seguros La Chilena Consolidada y La Industrial; de las compañías Minera de Oruro, Estañífera Morococala, de la Sociedad de Turismo y Hoteles de Chile, y de la Sociedad Termas de Puyehue. Ocupó los cargos de presidente de la Compañía de Seguros La Central, y vicepresidente de la Compañía Minera Huanchaca de Bolivia.
Por otra parte, fue el fundador y primer director de la Compañía Salitrera de Chile (COSACH); director del Banco de Chile, del Consorcio Mauricio Hochschild, de la Sociedad Agrícola Ñuble, de la Rupanco y otras sociedades anónimas.
Desempeñó de la misma manera otras actividades, siendo profesor de instrucción comercial y derecho penal en su ciudad natal. También, fue agricultor, propietario del fundo "San Rafael" en la localidad de Curimón en Los Andes, el cual estaba dedicado a la crianza de ganado vacuno y porcino; a la industria de lechería, siembras de pasto y a productos agrícolas.
Entre otras cosas fue socio del empresario de origen croata Pascual Baburizza en la Sociedad Agrícola San Vicente y de la hacienda "Santa Rosa", ubicadas en la comuna de Calle Larga, provincia de Los Andes.
Fue miembro del Club de Valparaíso, del Club de Viña del Mar, del Club de La Unión y del Valparaíso Sporting Club, así como también fue socio y consejero de la Sociedad Nacional de Agricultura (SNA).

## Carrera política
Militó en el Partido Nacional, siendo en 1907, director del Centro Nacional, y en 1913, miembro del directorio nacional de la colectividad. Luego de la unión de este partido con liberales y balmacedistas, transformándose en el Partido Liberal (PL), se convirtió en su presidente.
En las elecciones parlamentarias de 1925, fue elegido como diputado por la Sexta Circunscripción Departamental (correspondiente a los departamentos de Valparaíso, Quillota, Limache y Casablanca), por el periodo legislativo 1926-1930. Durante su gestión integró la Comisión Permanente de Gobierno Interior y fue diputado reemplazante en la Comisión Permanente de Hacienda.
En las elecciones parlamentarias de 1930, fue reelegido como diputado, pero por la Quinta Circunscripción Departamental (Petorca, Ligua, Putaendo, San Felipe y Los Andes), por el período 1930-1934. En esa oportunidad integró la Comisión Permanente de Trabajo y Previsión Social. Sin embargo, no logró finalizar el período legislativo, a causa de un golpe de Estado que estalló el 4 de junio de 1932, el cual decretó el día 6 de ese mismo mes, la disolución del Congreso Nacional.
Paralelamente, el 13 de julio de 1931, fue nombrado por el presidente Carlos Ibáñez del Campo, simultáneamente como ministro de Justicia y ministro de Educación Pública, cargos que ejerció hasta el 22 de julio del mismo año.
En las elecciones parlamentarias de 1932, volvió ser elegido como diputado pero por la reformada Sexta Agrupación Departamental (compuesta ahora por Quillota y Valparaíso), por el período 1933-1937. En esa ocasión integró la Comisión Permanente de Hacienda. Dejó el escaño diputacional, debido a tras participar en una elección parlamentaria complementaria, fue elegido como senador por la Segunda Agrupación Provincial (Atacama y Coquimbo), en función de completar el período legislativo 1933-1941, producto del fallecimiento del senador titular en junio de 1936; incorporándose el 15 de septiembre de ese año. Durante su actividad parlamentaria, fue famoso un discurso pronunciado en el Senado, apoyando a las democracias europeas de la agresión alemana y solidarizando con Francia por el ataque de la Wehrmacht (fuerzas armadas alemanas) a su territorio, en 1941.
En 1946 fue condecorado como Caballero de la Legión de Honor por parte del gobierno de Francia, como reconocimiento a múltiples servicios prestados desinteresadamente a ese país antes, durante y después de la Segunda Guerra Mundial.
Falleció en Santiago de Chile, el 3 de abril de 1953.